# Darío Scotto
Pour les articles homonymes, voir Scotto.
Darío Oscar Scotto (né le 1er septembre 1969 à Buenos Aires en Argentine) est un ancien joueur de football international argentin.

## Biographie
Scotto commence avec le Club Atlético Platense en 1987. Il deviendra un important buteur, et sera à égalité avec Diego Latorre en tant que meilleur buteur de la Primera División Argentina en 1991-92. Cette performance lui vaudra d'être appelé en équipe d'Argentine et de partir en Espagne au Sporting de Gijón.
En 1993, Scotto ira du côté du Mexique au Club Necaxa avant de rentrer en Argentine au Rosario Central. En 1995, il rejoindra Boca Juniors où il jouera du côté de Diego Maradona. Après une bonne saison en 1995-96 où il incrira 7 buts, il retournera au Rosario Central en 1996. 
En 1997, il partira évoluer au Gimnasia y Tiro avant de retourner à l'Argentinos Juniors en 1998.
Dans les dernières années de sa carrière, il jouera à Cerro Porteño au Paraguay, au Santiago Wanderers du Chili et à l'Aurora en Bolivie avant de prendre sa retraite en 2003.